# Rudolf II. z Vermandois
Rudolf II. z Vermandois (francouzsky Raoul le Jeune  nebo Raul le Lépreux, 1145 – 1163/17. června 1167/17. června 1176)? byl hrabě z Amiens, Vermandois a Valois, syn královského senešala a z matčiny strany bratranec anglických králů.

## Život
Rudolf byl synem hraběte Rudolfa z Vermandois, kterému preláti za dlouhodobé zostuzování církve předpověděli chmurný konec. Hrabě svým sňatkem s Petronilou způsobil notný skandál, zažehl válku a přivodil si exkomunikaci. Zemřel roku 1152 a svou zemi i nezletilé potomstvo svěřil do rukou hraběte ze Soissons.
Hraběcí titul převzal po zemřelém otci Hugo, syn z prvního manželství. Ten roku 1160 titul předal mladšímu Rudolfovi a odešel do kláštera. Rudolf se téhož roku oženil s Markétou, dcerou flanderského hraběte Dětřicha. Pravděpodobně během roku 1263 se u mladíka objevily první příznaky lepry, sňatek pro Rudolfovo závažné onemocnění nebyl naplněn. Vzhledem k nemoci a neschopnosti zplodit potomky se měla stát dědičkou hrabství starší sestra Alžběta a její muž Filip. Není zcela jasné, zda a kdy se Rudolf vzdal hrabství. Zdá se, že titul hraběte oba muži po nějakou dobu sdíleli.
Rudolf z Vermandois byl pohřben v cisterciáckém opatství Longpont.